# بو كباب
بو أو بوغ كباب أو كباب مُبَخّر (بالتركية: Buğu kebabı) هو طبق أساسه لحم الضأن من المطبخ التركي  إنه يخنة ، مثل طاجن كباب. يتكون الكباب المبخر من لحم الفخذ والثوم العسقلاني والطماطم والمردقوش الطازج والثوم وأوراق الغار ومعجون الطماطم والتوابل. جوهر الطبق هو طهيه لمدة تراوح من ساعة إلى ساعة ونصف في مقلاة مغطاة على نار خفيفة مع القليل (كوب واحد) أو بدون ماء.